# Howard Krein
Howard Krein, né en 1966 ou 1967 à Cherry Hill (New Jersey), est un oto-rhino-laryngologiste, chirurgien plasticien et chef d'entreprise américain. Il est professeur adjoint d'oto-rhino-laryngologie à l'université Thomas Jefferson et est associé fondateur et codirecteur du Centre d'esthétique et de reconstruction faciale de l'hôpital universitaire Thomas Jefferson. Krein est le médecin-chef de StartUp Health, une société de capital-risque et de technologie de la santé.
Depuis 2012, il est marié avec Ashley Biden, fille de Joe Biden, 47e vice-président des États-Unis et 46e président des États-Unis à partir de 2021. Il a siégé au conseil d'administration de la Biden Cancer Initiative de 2017 à 2019. Krein a conseillé la campagne présidentielle Joe Biden 2020 sur sa réponse à la pandémie de Covid-19 dans un rôle non officiel.

## Enfance et études
Howard David Krein est né et a grandi à Cherry Hill (New Jersey),. Il est le fils de Stanley Krein, cadre d'assurance et ancien directeur du marketing à Aetna, et de Brenda Ferne "Bunny" Lipner Krein, assistante médicale en cardiologie à l'hôpital universitaire de Cooper'. Sa famille est juive.
Adolescent, Krein a participé à CowTown, une compétition de rodéo estivale hebdomadaire à Pilesgrove, New Jersey. Il est devenu pompier volontaire à l'âge de seize ans.
Krein est diplômé de l'université Rutgers avec un baccalauréat en biologie et une maîtrise en neurosciences,,. Il a obtenu un doctorat en biologie cellulaire et du développement de la faculté de médecine Robert Wood Johnson de l'Université de médecine et de dentisterie du New Jersey en 1996. Il est diplômé de la faculté de médecine de l'Université Thomas Jefferson en 2000. Il a effectué un stage en médecine d'urgence et en chirurgie générale en oto-rhino-laryngologie à Jefferson. Il a complété une formation de recherche en chirurgie plastique et reconstructive du visage au Medical College of Virginia.

## Carrière

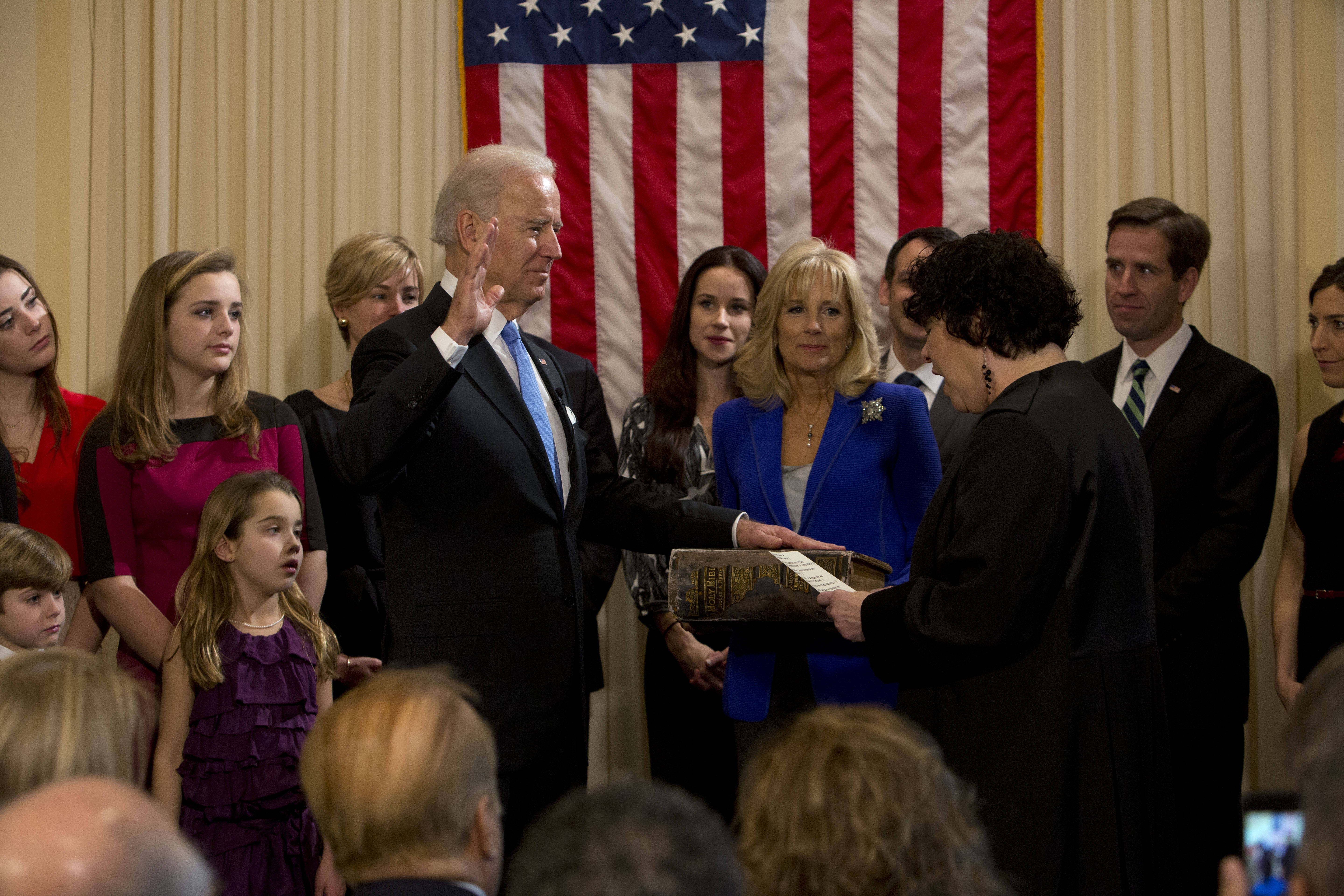
Krein et les membres de la famille Biden lors de la cérémonie d'assermentation de Joe Biden en 2013.

Krein est un oto-rhino-laryngologiste certifié qui se spécialise également en chirurgie reconstructive chirurgie faciale et reconstructive. Il a fait du bénévolat à l'hôpital international pour enfants, opérant des enfants souffrant de malformations faciales au Belize. Krein fait également du bénévolat avec Faces of Honor, où il effectue une chirurgie reconstructive pour les victimes de violence domestique et les anciens combattants de la guerre en Afghanistan et du conflit irakien.
Il travaille à l'hôpital universitaire Thomas Jefferson de Philadelphie. Depuis 2007, il est professeur adjoint d'oto-rhino-laryngologie à l'Université Thomas Jefferson. Depuis 2016, il est directeur principal des politiques de santé et de l'innovation au Sidney Kimmel Cancer Center. Krein est un associé fondateur et co-directeur du Herbert Kean Center for Facial Aesthetics de l'hôpital.
Depuis 2011, Krein est médecin-chef de StartUp Health, anciennement Organized Wisdom, une société de capital-risque et de technologie de la santé. La société, dont le PDG est le frère de Krein, a fait pression sur le gouvernement sur la réglementation des technologies de l'industrie de la santé en 2018. Au sein de StartUp Health, Krein travaille en tant que conseiller clinique stratégique auprès d'entreprises internationales de santé numérique.
De 2017 à 2019, il a été membre du conseil d'administration de la Biden Cancer Initiative. Il a assisté au coup d'envoi officiel à l'université de Pennsylvanie et a fait la promotion de l'initiative au Forum économique mondial de Davos. Il était également un investisseur dans l'initiative.
En 2018, Krein a été conférencier invité à la quatrième conférence internationale du Conseil pontifical pour la culture et de la Fondation de la Curie romaine dans un effort pour s'unir pour guérir au Vatican, accueillant le panel 10 Health Moonshots: How a Global Army of Health Transformers is Accomplishing One Impossible Dream .
Krein a été conseiller de la campagne présidentielle Joe Biden 2020 sur sa réponse à la pandémie COVID-19. StartUp Health mène une initiative visant à investir dans des startups de la santé offrant des solutions à la pandémie mondiale depuis mars 2020. Le rôle de Krein dans la campagne Biden alors qu'il travaillait en tant que cadre d'une entreprise de technologie de la santé a conduit à des spéculations sur un conflit d'intérêts. En 2011, StartUp Health avait décrit Krein comme un conseiller de l'administration Obama. Krein a déclaré qu'il ne jouait pas de rôle formel dans la campagne Biden mais avait participé à des séances d'information sur le coronavirus sur la base de son expérience dans le traitement des patients et la coordination de la réponse de l'hôpital universitaire Thomas Jefferson à l'épidémie.

## Vie privée
Il est membre du parti démocrate américain. Il a commencé à sortir avec Ashley Biden, une assistante sociale et fille de l'ancien vice-président américain Joe Biden et de la deuxième dame Jill Jacobs, en 2010 après lui avoir été présenté par son frère, Beau Biden. Ils se sont mariés en 2012 lors d'une cérémonie interconfessionnelle juive-catholique à St. Joseph's sur le Brandywine à Greenville, Delaware. La messe catholique a été célébrée par le père David F. Murphy, assisté du rabbin Joseph Forman. Krein et sa femme vivent à Philadelphie. Le couple n’a pas d’enfants.